# Torrelamata
Torrelamata, Torre La Mata eller enbart La Mata, är en ort belägen 5 km nordost om Torrevieja på Costa Blanca i Alicante i sydöstra Spanien. Orten tillhör kommunen Torrevieja och har en hög grad av invånare från nordeuropeiska länder.

## Marknad
Varje onsdag äger en marknad rum i Torre La Mata. Marknaden pågår mellan 8.00 och 14.00 på Canal de Acequión, om vädret tillåter.